# Salernitana Sport 1998-1999
Questa voce raccoglie le informazioni riguardanti la Salernitana Sport nelle competizioni ufficiali della stagione 1998-1999.

## Stagione
Nella stagione 1998-1999 la Salernitana ritorna in A 50 anni dopo l'ultima partecipazione confermando Delio Rossi, allenatore della promozione. Nella rosa campana spicca la presenza di Rigobert Song, ai Mondiali francesi con il Camerun. Proprio l'africano è stato autore del primo gol in campionato, sul campo della Roma i giallorossi  sono riusciti però a rimontare e vincere (3-1). I granata sono usciti sconfitti anche nelle gare seguenti: il primo successo è stato colto contro la Lazio, che nel giorno di Ognissanti ha ceduto (1-0) con un gol di Giacomo Tedesco nel finale. Nel mese di novembre, inoltre, ha messo in cascina anche i 3 punti in palio contro il Perugia ed il Venezia.

Gennaro Ivan Gattuso (a destra), 25 presenze nel suo unico campionato a Salerno.

In gennaio, dopo la sconfitta di Vicenza, il presidente Aliberti esonera Delio Rossi per sostituirlo con Francesco Oddo: durante la conferenza di presentazione, si verifica una violenta irruzione dei tifosi che aggrediscono fisicamente lo stesso presidente. La formazione ha reagito sul campo, battendo anche Roma ed Empoli per la prima vittoria esterna in campionato, grazie a una tripletta di Marco Di Vaio. A fine marzo si verifica comunque l'avvicendamento alla guida tecnica, con l'arrivo di Francesco Oddo. Un primo segnale di ripresa è stato il (4-0) casalingo sul Bologna, nel quale l'attaccante romano mette a segno un'altra tripletta. La partita successiva, contro la Juventus, termina (1-0) in favore dei campani, che raggiungono così la 14ª posizione, uscendo dalla zona critica. La sconfitta con il Cagliari nella giornata seguente ha rimesso tutto in discussione, con una retrocessione già determinata (quella dell'Empoli), i granata sono attardati di 2 punti dal Perugia, vantandone uno su Sampdoria e Vicenza. Il (2-1) sui veneti, spediscono i vicentini in B, accompagnati dai doriani: gli umbri hanno vinto a loro volta (1-2) ad Udine, rimandando l'aritmetica certezza agli ultimi 90' del campionato.
Il Perugia ospita il Milan, ormai vicino allo scudetto, mentre i granata fanno visita a un Piacenza già salvo. Dopo un primo tempo concluso sullo (0-0), in avvio di ripresa gli emiliani passano in vantaggio con Pietro Vierchowod che segna l'ultimo gol della carriera. Al 65' i granata hanno trovato il pari, con Salvatore Fresi che trasforma un calcio di rigore apparso dubbio. L'undici di Oddo non è apparso aggressivo, creando qualche occasione soltanto nei minuti finali, senza concretizzare. L'(1-1) finale è costato la retrocessione ai granata, il Perugia riesce a salvarsi pur perdendo contro i rossoneri. A partita conclusa, si scatena una rissa, Fresi dopo aver parlato con l'arbitro, aggredisce Vierchowod il quale ha reagito. Sono sorti diversi scontri in campo, proseguiti anche nel tunnel nonostante l'intervento della polizia: i calciatori granata hanno sciupato lo spogliatoio, tentando di entrare anche nella stanza riservata al direttore di gara.
La stagione è stata segnata da un altro evento negativo, sul treno che stava riportando i tifosi campani a casa da Piacenza, sul quale erano presenti 1500 passeggeri, si scatena un incendio che uccide 4 ragazzi (2 dei quali appena 15enni). Nell'autunno 2001, a conclusione del processo, la Corte d'Assise ha condannato Massimo Iannone e Raffaele Grillo rispettivamente a 6 anni e mezzo e 8 di carcere.

## Divise e sponsor

Il neoacquisto David Di Michele in azione con la seconda divisa bianca

Lo sponsor tecnico per la stagione 1998-1999 è Asics, mentre lo sponsor ufficiale è Exigo. La maglia ufficiale è granata con banda orizzontale nera sul petto, con pantaloncini neri. A partire dalla prima giornata di ritorno, in occasione di Salernitana-Roma, la maglia è interamente granata e i pantaloncini bianchi.
| 1ª divisa | 2ª divisa | 3ª divisa | 4ª divisa |

## Organigramma societario
Fonte
Area direttiva
- Presidente: Aniello Aliberti
- Amministratore Delegato: Michele Aliberti
- Direttore Generale: Pietro Mennea (fino al 14/01/1999)
- Direttore Marketing: Domenico Lomuto
- Segretario: Diodato Abagnara

Area organizzativa
- Team manager: Nino Vita fino al 9/12/1998, dal 15/12/1998 Ruben Buriani

Area comunicazione
- Addetto Stampa: Massimo Iorio

Area tecnica
- Direttore Sportivo: Giuseppe Pavone
- Allenatore: Delio Rossi, dal 25/03/1999 Francesco Oddo
- Allenatore in seconda: Vincenzo Marino, dal 25/03/1999 Carmine Picone
- Preparatore Portieri: Luigi genovese (fino al 25/03/1999)
- Preparatore Atletico: Eugenio Albanella (fino al 30/12/1998)

Area sanitaria
- Medico Sociale: Giuseppe Palumbo
- Massaggiatore: Maurizio Bellofiore
- Magazziniere: Alfonso De Santo

## Rosa
| N. |                    | Ruolo | Calciatore               |
| -- | ------------------ | ----- | ------------------------ |
| 1  | Italia (bandiera)  | P     | Daniele Balli            |
| 2  | Italia (bandiera)  | D     | Alessandro Del Grosso    |
| 3  | Italia (bandiera)  | D     | Vittorio Tosto           |
| 4  | Italia (bandiera)  | C     | Roberto Breda (capitano) |
| 5  | Italia (bandiera)  | D     | Salvatore Monaco         |
| 6  | Italia (bandiera)  | D     | Ciro Ferrara             |
| 6  | Italia (bandiera)  | C     | Gennaro Gattuso          |
| 7  | Italia (bandiera)  | C     | Carlo Ricchetti          |
| 8  | Italia (bandiera)  | C     | Giovanni Tedesco         |
| 8  | Italia (bandiera)  | C     | Raffaele Ametrano        |
| 9  | Italia (bandiera)  | A     | Renato Greco             |
| 9  | Italia (bandiera)  | C     | Antonino Bernardini      |
| 10 | Italia (bandiera)  | C     | Giacomo Tedesco          |
| 11 | Italia (bandiera)  | A     | Marco Di Vaio            |
| 12 | Italia (bandiera)  | P     | Andrea Ivan              |
| 13 | Serbia (bandiera)  | D     | Aleksandar Kristić       |
| 14 | Italia (bandiera)  | A     | Emilio Belmonte          |
| 15 | Italia (bandiera)  | D     | Luca Fusco               |
| 26 | Camerun (bandiera) | D     | Rigobert Song            |

| N. |                      | Ruolo | Calciatore             |
| -- | -------------------- | ----- | ---------------------- |
| 16 | Serbia (bandiera)    | D     | Dražen Bolić           |
| 17 | Italia (bandiera)    | D     | Francesco Galeoto      |
| 18 | Italia (bandiera)    | A     | Francesco De Francesco |
| 21 | Italia (bandiera)    | A     | Ciro De Cesare         |
| 20 | Italia (bandiera)    | A     | David Di Michele       |
| 22 | Italia (bandiera)    | P     | Crescenzo De Vito      |
| 23 | Italia (bandiera)    | C     | Ighli Vannucchi        |
| 24 | Croazia (bandiera)   | A     | Dragan Vukoja          |
| 24 | Italia (bandiera)    | D     | Giampaolo Parisi       |
| 25 | Italia (bandiera)    | C     | Marco Rossi            |
| 27 | Italia (bandiera)    | A     | Vincenzo Chianese      |
| 28 | Rep. Ceca (bandiera) | C     | Václav Koloušek        |
| 30 | Italia (bandiera)    | C     | Michele Fini           |
| 32 | Italia (bandiera)    | A     | Federico Giampaolo     |
| 33 | Italia (bandiera)    | D     | Salvatore Fresi        |
|    | Danimarca (bandiera) | C     | Lennart Kristensen Bak |
|    | Italia (bandiera)    | D     | Roberto Cardinale      |
|    | Italia (bandiera)    | D     | Gaetano Iossa          |
|    | Italia (bandiera)    | D     | Luca Lacrimi           |

## Calciomercato

### Sessione estiva
| Acquisti | Acquisti               | Acquisti     | Acquisti |
| R.       | Nome                   | da           | Modalità |
| -------- | ---------------------- | ------------ | -------- |
| D        | Dražen Bolić           | Partizan     |          |
| D        | Aleksandar Kristić     | Stella Rossa |          |
| D        | Salvatore Monaco       | Foggia       |          |
| C        | Gennaro Gattuso        | Rangers      |          |
| D        | Marco Rossi            | Lucchese     |          |
| D        | Rigobert Song          | Metz         |          |
| C        | Raffaele Ametrano      | Juventus     | prestito |
| C        | Lennart Kristensen Bak | Foggia       |          |
| C        | Antonino Bernardini    | Perugia      |          |
| C        | Ighli Vannucchi        | Lucchese     |          |
| A        | Vincenzo Chianese      | Foggia       |          |
| A        | Francesco De Francesco | Lecce        |          |
| A        | David Di Michele       | Foggia       |          |
| A        | Federico Giampaolo     | Genoa        |          |
| A        | Dragan Vukoja          | Genoa        |          |

| Cessioni | Cessioni          | Cessioni | Cessioni |
| R.       | Nome              | a        | Modalità |
| -------- | ----------------- | -------- | -------- |
| D        | Mirko Cudini      | Torino   |          |
| D        | Ivan Franceschini | Lucchese |          |
| D        | Fabio Moro        | Monza    |          |
| C        | Alfredo Cariello  | Nocerina |          |
| C        | Paolo Rachini     | Pescara  |          |
| A        | Edoardo Artistico | Torino   |          |

### Sessione invernale
| Acquisti | Acquisti        | Acquisti | Acquisti |
| R.       | Nome            | da       | Modalità |
| -------- | --------------- | -------- | -------- |
| D        | Salvatore Fresi | Inter    | prestito |

| Cessioni | Cessioni               | Cessioni  | Cessioni |
| R.       | Nome                   | a         | Modalità |
| -------- | ---------------------- | --------- | -------- |
| D        | Ciro Ferrara           | Lucchese  |          |
| D        | Francesco Galeoto      | Pescara   |          |
| D        | Rigobert Song          | Liverpool |          |
| C        | Carlo Ricchetti        | Cesena    |          |
| C        | Giovanni Tedesco       | Perugia   |          |
| A        | Ciro De Cesare         | Chievo    |          |
| A        | Francesco De Francesco | Cosenza   | prestito |
| A        | Renato Greco           | Lecce     |          |
| A        | Emilio Belmonte        | Treviso   |          |
| A        | Dragan Vukoja          | Pescara   |          |

## Risultati

### Serie A

#### Girone di andata
| Arbitro: | Bolognino (Milano) |

|                                 |           |          |
| Paulo Sérgio 47’, 83’ Totti 61’ | Marcatori | 41’ Song |

| Arbitro: | Racalbuto (Gallarate) |

|           |           |                           |
| Breda 88’ | Marcatori | 68’ Bierhoff 87’ Leonardo |

| Arbitro: | Trentalange (Torino) |

|                   |           |  |
| M. Amoroso 4’, 7’ | Marcatori |  |

| Arbitro: | De Santis (Tivoli) |

|           |           |             |
| Breda 10’ | Marcatori | 33’ Lucenti |

| Arbitro: | Cesari (Genova) |

|                      |           |  |
| Chiesa 28’ Fuser 81’ | Marcatori |  |

| Arbitro: | Trentalange (Torino) |

|                                     |           |  |
| Edmundo 50’, 89’ Batistuta 68’, 90’ | Marcatori |  |

| Arbitro: | Treossi (Forlì) |

|                  |           |  |
| Gia. Tedesco 88’ | Marcatori |  |

| Arbitro: | Bettin (Padova) |

|                   |           |  |
| Ortega 50’ (rig.) | Marcatori |  |

| Arbitro: | Collina (Viareggio) |

|                  |           |  |
| Di Vaio 56’, 90’ | Marcatori |  |

| Arbitro: | Racalbuto (Gallarate) |

|                   |           |  |
| Bilica 11’ (aut.) | Marcatori |  |

| Arbitro: | Rodomonti (Teramo) |

|                         |           |                |
| Simeone 76’ Zanetti 90’ | Marcatori | 43’ Di Michele |

| Arbitro: | Trentalange (Torino) |

|                         |           |                            |
| Vannucchi 12’ Bolic 65’ | Marcatori | 34’ Osmanovski 90’ Knudsen |

| Arbitro: | Rodomonti (Teramo) |

|             |           |                      |
| Signori 17’ | Marcatori | 31’ (aut.) Paramatti |

| Arbitro: | Borriello (Mantova) |

|                          |           |  |
| F. Inzaghi 20’, 29’, 87’ | Marcatori |  |

| Arbitro: | Braschi (Prato) |

|              |           |                              |
| Belmonte 10’ | Marcatori | 42’ Macellari 73’, 90’ Muzzi |

| Arbitro: | Messina (Bergamo) |

|           |           |  |
| Luiso 31’ | Marcatori |  |

| Arbitro: | Cesari (Genova) |

|           |           |             |
| Fresi 20’ | Marcatori | 58’ Dionigi |

#### Girone di ritorno
| Arbitro: | Pellegrino (Barcellona Pozzo di Gotto) |

|                                        |           |               |
| Bernardini 11’ (rig.) F. Giampaolo 53’ | Marcatori | 82’ Di Biagio |

| Arbitro: | Pellegrino (Barcellona Pozzo di Gotto) |

|                           |           |                                |
| Bierhoff 3’, 60’ Weah 25’ | Marcatori | 7’ F. Giampaolo 14’ Del Grosso |

| Arbitro: | Farina (Novi Ligure) |

|                    |           |                              |
| Pierini 47’ (aut.) | Marcatori | 38’ Locatelli 46’ M. Amoroso |

| Arbitro: | Rossi (Roma) |

|                                  |           |                       |
| Cerbone 32’ C. Bonomi 90’ (rig.) | Marcatori | 34’, 68’, 81’ Di Vaio |

| Arbitro: | Collina (Viareggio) |

|             |           |                             |
| Di Vaio 86’ | Marcatori | 42’ F. Cannavaro 55’ Stanic |

| Arbitro: | Treossi (Forlì) |

|             |           |                |
| Di Vaio 75’ | Marcatori | 86’ Torricelli |

| Arbitro: | Bolognino (Milano) |

|                                                                  |           |               |
| Negro 44’ C. Vieri 51’ Salas 60’, 69’ Fresi 82’ (aut.) Nesta 90’ | Marcatori | 31’ Vannucchi |

| Arbitro: | Trentalange (Torino) |

|                        |           |  |
| Kolousek 62’ Fresi 84’ | Marcatori |  |

| Arbitro: | Preschern (Mestre) |

|            |           |  |
| Rapaic 72’ | Marcatori |  |

| Venezia 3 aprile 1999, ore ? CEST 27ª giornata | Venezia                     | 0 – 0 referto | Salernitana | Stadio Pierluigi Penzo (10.040 spett.)\| Arbitro: \| Serena (Bassano del Grappa) \| |
| Arbitro:                                       | Serena (Bassano del Grappa) |               |             |                                                                                     |

| Arbitro: | Ceccarini (Livorno) |

|                                |           |  |
| Di Michele 8’ F. Giampaolo 90’ | Marcatori |  |

| Bari 18 aprile 1999, ore ? CEST 29ª giornata | Bari                        | 0 – 0 referto | Salernitana | Stadio San Nicola (25.000 spett.)\| Arbitro: \| Serena (Bassano del Grappa) \| |
| Arbitro:                                     | Serena (Bassano del Grappa) |               |             |                                                                                |

| Arbitro: | Cesari (Genova) |

|                                         |           |  |
| Di Vaio 5’ (rig.), 16’, 68’ Kristic 90’ | Marcatori |  |

| Arbitro: | Borriello (Mantova) |

|             |           |  |
| Di Vaio 37’ | Marcatori |  |

| Arbitro: | Rodomonti (Teramo) |

|                             |           |             |
| Mboma 39’ Berretta 68’, 90’ | Marcatori | 26’ Di Vaio |

| Arbitro: | Cesari (Genova) |

|                              |           |            |
| Di Michele 40’ Vannucchi 88’ | Marcatori | 46’ Mendez |

| Arbitro: | Bettin (Roma) |

|                |           |                  |
| Vierchowod 53’ | Marcatori | 64’ (rig.) Fresi |

### Coppa Italia
| Castel di Sangro 9 settembre 1998 Secondo turno - andata | Castel di Sangro   | 0 – 0 referto | Salernitana | Stadio Teofilo Patini (4 000 spett.)\| Arbitro: \| Tombolini (Ancona) \| |
| Arbitro:                                                 | Tombolini (Ancona) |               |             |                                                                          |

| Arbitro: | Dagnello (Trieste) |

|  |           |                           |
|  | Marcatori | 10’ Pagano 85’ Boccaccini |

## Statistiche
Statistiche aggiornate al 23 maggio 1999.

### Statistiche di squadra
| Competizione | Punti | In casa | In casa | In casa | In casa | In casa | In casa | In trasferta | In trasferta | In trasferta | In trasferta | In trasferta | In trasferta | Totale | Totale | Totale | Totale | Totale | Totale | DR  |
| Competizione | Punti | G       | V       | N       | P       | Gf      | Gs      | G            | V            | N            | P            | Gf           | Gs           | G      | V      | N      | P      | Gf     | Gs     | DR  |
| ------------ | ----- | ------- | ------- | ------- | ------- | ------- | ------- | ------------ | ------------ | ------------ | ------------ | ------------ | ------------ | ------ | ------ | ------ | ------ | ------ | ------ | --- |
| Serie A      | 38    | 17      | 9       | 4       | 4       | 26      | 16      | 17           | 1            | 4            | 12           | 11           | 35           | 34     | 10     | 8      | 16     | 37     | 51     | -14 |
| Coppa Italia | -     | 1       | 0       | 0       | 1       | 0       | 2       | 1            | 0            | 1            | 0            | 0            | 0            | 2      | 0      | 1      | 1      | 0      | 2      | -2  |
| Totale       | -     | 18      | 9       | 4       | 5       | 26      | 18      | 18           | 1            | 5            | 12           | 11           | 35           | 36     | 10     | 9      | 17     | 37     | 53     | -16 |

### Andamento in campionato
| Giornata  | 1  | 2  | 3  | 4  | 5  | 6  | 7  | 8  | 9  | 10 | 11 | 12 | 13 | 14 | 15 | 16 | 17 | 18 | 19 | 20 | 21 | 22 | 23 | 24 | 25 | 26 | 27 | 28 | 29 | 30 | 31 | 32 | 33 | 34 |
| --------- | -- | -- | -- | -- | -- | -- | -- | -- | -- | -- | -- | -- | -- | -- | -- | -- | -- | -- | -- | -- | -- | -- | -- | -- | -- | -- | -- | -- | -- | -- | -- | -- | -- | -- |
| Luogo     | T  | C  | T  | C  | T  | T  | C  | T  | C  | C  | T  | C  | T  | T  | C  | T  | C  | C  | T  | C  | T  | C  | C  | T  | C  | T  | T  | C  | T  | C  | C  | T  | C  | T  |
| Risultato | P  | P  | P  | N  | P  | P  | V  | P  | V  | V  | P  | N  | N  | P  | P  | P  | N  | V  | P  | P  | V  | P  | N  | P  | V  | P  | N  | V  | N  | V  | V  | P  | V  | N  |
| Posizione | 15 | 16 | 17 | 17 | 17 | 17 | 16 | 16 | 16 | 16 | 17 | 17 | 15 | 16 | 17 | 18 | 18 | 17 | 17 | 17 | 15 | 16 | 17 | 17 | 17 | 17 | 17 | 17 | 17 | 15 | 14 | 15 | 15 | 15 |

Fonte:  Serie A – Classifiche, su calciometro.it (archiviato dall'url originale il 27 luglio 2014).
Legenda:

Luogo: C = Casa; T = Trasferta. Risultato: V = Vittoria; N = Pareggio; P = Sconfitta.

### Statistiche dei giocatori
Sono in corsivo i calciatori che hanno lasciato la società a stagione in corso.
| Giocatore       | Serie A  | Serie A | Serie A     | Serie A    | Coppa Italia | Coppa Italia | Coppa Italia | Coppa Italia | Totale   | Totale | Totale      | Totale     |
| Giocatore       | Presenze | Reti    | Ammonizioni | Espulsioni | Presenze     | Reti         | Ammonizioni  | Espulsioni   | Presenze | Reti   | Ammonizioni | Espulsioni |
| --------------- | -------- | ------- | ----------- | ---------- | ------------ | ------------ | ------------ | ------------ | -------- | ------ | ----------- | ---------- |
| R. Ametrano     | 11       | 0       | 0           | 0          | ?            | ?            | ?            | ?            | 11+      | 0+     | 0+          | 0+         |
| L. Bak          | 0        | 0       | 0           | 0          | ?            | ?            | ?            | ?            | 0+       | 0+     | 0+          | 0+         |
| D. Balli        | 31       | -42     | 1           | 0          | ?            | ?            | ?            | ?            | 31+      | -42+   | 1+          | 0+         |
| E. Belmonte     | 9        | 1       | 1           | 0          | ?            | ?            | ?            | ?            | 9+       | 1+     | 1+          | 0+         |
| A. Bernardini   | 20       | 1       | 1           | 0          | ?            | ?            | ?            | ?            | 20+      | 1+     | 1+          | 0+         |
| D. Bolic        | 31       | 1       | 2           | 0          | ?            | ?            | ?            | ?            | 31+      | 1+     | 2+          | 0+         |
| R. Breda        | 26       | 2       | 1           | 0          | ?            | ?            | ?            | ?            | 26+      | 2+     | 1+          | 0+         |
| R. Cardinale    | 0        | 0       | 0           | 0          | ?            | ?            | ?            | ?            | 0+       | 0+     | 0+          | 0+         |
| V. Chianese     | 18       | 0       | 1           | 0          | ?            | ?            | ?            | ?            | 18+      | 0+     | 1+          | 0+         |
| C. De Cesare    | 2        | 0       | 0           | 0          | ?            | ?            | ?            | ?            | 2+       | 0+     | 0+          | 0+         |
| F. De Francesco | 0        | 0       | 0           | 0          | ?            | ?            | ?            | ?            | 0+       | 0+     | 0+          | 0+         |
| C. De Vito      | 0        | -0      | 0           | 0          | ?            | ?            | ?            | ?            | 0+       | 0+     | 0+          | 0+         |
| D. Di Michele   | 26       | 3       | 5           | 0          | ?            | ?            | ?            | ?            | 26+      | 3+     | 5+          | 0+         |
| M. Di Vaio      | 31       | 12      | 6           | 0          | ?            | ?            | ?            | ?            | 31+      | 12+    | 6+          | 0+         |
| A. Del Grosso   | 31       | 1       | 4           | 0          | ?            | ?            | ?            | ?            | 31+      | 1+     | 4+          | 0+         |
| C. Ferrara      | 2        | 0       | 1           | 0          | ?            | ?            | ?            | ?            | 2+       | 0+     | 1+          | 0+         |
| M. Fini         | 1        | 0       | 0           | 0          | ?            | ?            | ?            | ?            | 1+       | 0+     | 0+          | 0+         |
| S. Fresi        | 27       | 3       | 3           | 1          | ?            | ?            | ?            | ?            | 27+      | 3+     | 3+          | 1+         |
| L. Fusco        | 24       | 0       | 0           | 2          | ?            | ?            | ?            | ?            | 24+      | 0+     | 0+          | 2+         |
| F. Galeoto      | 0        | 0       | 0           | 0          | ?            | ?            | ?            | ?            | 0+       | 0+     | 0+          | 0+         |
| G. Gattuso      | 25       | 0       | 7           | 2          | ?            | ?            | ?            | ?            | 25+      | 0+     | 7+          | 2+         |
| F. Giampaolo    | 24       | 3       | 7           | 0          | ?            | ?            | ?            | ?            | 24+      | 3+     | 7+          | 0+         |
| R. Greco        | 0        | 0       | 0           | 0          | ?            | ?            | ?            | ?            | 0+       | 0+     | 0+          | 0+         |
| G. Iossa        | 0        | 0       | 0           | 0          | ?            | ?            | ?            | ?            | 0+       | 0+     | 0+          | 0+         |
| A. Ivan         | 4        | -9      | 1           | 0          | ?            | ?            | ?            | ?            | 4+       | -9+    | 1+          | 0+         |
| V. Kolousek     | 8        | 1       | 1           | 0          | ?            | ?            | ?            | ?            | 8+       | 1+     | 1+          | 0+         |
| A. Kristić      | 2        | 1       | 1           | 0          | ?            | ?            | ?            | ?            | 2+       | 1+     | 1+          | 0+         |
| L. Lacrimi      | 0        | 0       | 0           | 0          | ?            | ?            | ?            | ?            | 0+       | 0+     | 0+          | 0+         |
| S. Monaco       | 18       | 0       | 5           | 2          | ?            | ?            | ?            | ?            | 18+      | 0+     | 5+          | 2+         |
| G. Parisi       | 0        | 0       | 0           | 0          | ?            | ?            | ?            | ?            | 0+       | 0+     | 0+          | 0+         |
| C. Ricchetti    | 0        | 0       | 0           | 0          | ?            | ?            | ?            | ?            | 0+       | 0+     | 0+          | 0+         |
| M. Rossi        | 18       | 0       | 2           | 0          | ?            | ?            | ?            | ?            | 18+      | 0+     | 2+          | 0+         |
| R. Song         | 4        | 1       | 0           | 0          | ?            | ?            | ?            | ?            | 4+       | 1+     | 0+          | 0+         |
| Gia. Tedesco    | 17       | 1       | 2           | 0          | ?            | ?            | ?            | ?            | 17+      | 1+     | 2+          | 0+         |
| Gio. Tedesco    | 5        | 0       | 2           | 0          | ?            | ?            | ?            | ?            | 5+       | 0+     | 2+          | 0+         |
| V. Tosto        | 27       | 0       | 5           | 0          | ?            | ?            | ?            | ?            | 27+      | 0+     | 5+          | 0+         |
| I. Vannucchi    | 31       | 3       | 4           | 0          | ?            | ?            | ?            | ?            | 31+      | 3+     | 4+          | 0+         |
| D. Vukoja       | 1        | 0       | 0           | 0          | ?            | ?            | ?            | ?            | 1+       | 0+     | 0+          | 0+         |

## Giovanili

### Organigramma
Fonte
- Responsabile Settore Giovanile: Enrico Coscia
- Responsabile Settore Giovanile: Vincenzo D'Ambrosio
- Allenatore Primavera: Cosimo Di Tolla - Nicola Provenza

### Piazzamenti
- Primavera:
  - Campionato: ?
  - Coppa Italia: ?